# Doenças metabólicas associadas à deficiência mental
Doenças metabólicas associadas à deficiência mental Os erros inatos do metabolismo (ou erros metabólicos hereditários) são distúrbios bioquímicos, geneticamente determinados, nos quais um defeito enzimático especifico produz um bloqueio metabólico que pode originar uma doença, pela falta de formação de um produto (cretinismo bocígeno) ou pelo acúmulo de um precursor ou substância (Hiperuricemia) ou ainda por distúrbios de transporte de membrana (Cistinúria), considerando-se a máxima, que vem se modificando com as descobertas do projeto genoma de um gene determina uma enzima e esta uma reação bioquímica. De acordo com Thompson & Thompson  o genoma humano contém mais de 5.000 genes que codificam enzimas além disso já forma identificados mais de 1.900 distúrbios associados à 1 único gene, além disso existem mais de 2.800 doenças relacionadas a um único gene onde o defeito do gene acometido não é conhecido ou não se conhece o gene relacionado à doença. Nas próximas décadas muitos dos 25.000 genes do genoma humano serão associados tanto à doenças genéticamente complexas (multifatoriais) como monogênicas.

Seções horizontais RM de um cérebro adulto humano normal

As doenças associadas à deficiência mental ou oligofrenias resultam das enzimopatias ou doenças metabólicas cuja alteração direta ou indiretamente afetem o sistema nervoso central a exemplo das doenças que resultam em produção excessiva e/ou armazenamento de substancias, a exemplo das doenças de armazenamento lisossômico (Doença de Tay-Sachs), onde o cérebro é comprometido configurando quadros clínicos de neurodegeneração. Segue abaixo uma relação de doenças metabólicas associadas ao retardo mental e/ou neuropatia severa, por principal grupo bioquímico alterado:

## Aminoácidos/proteínas

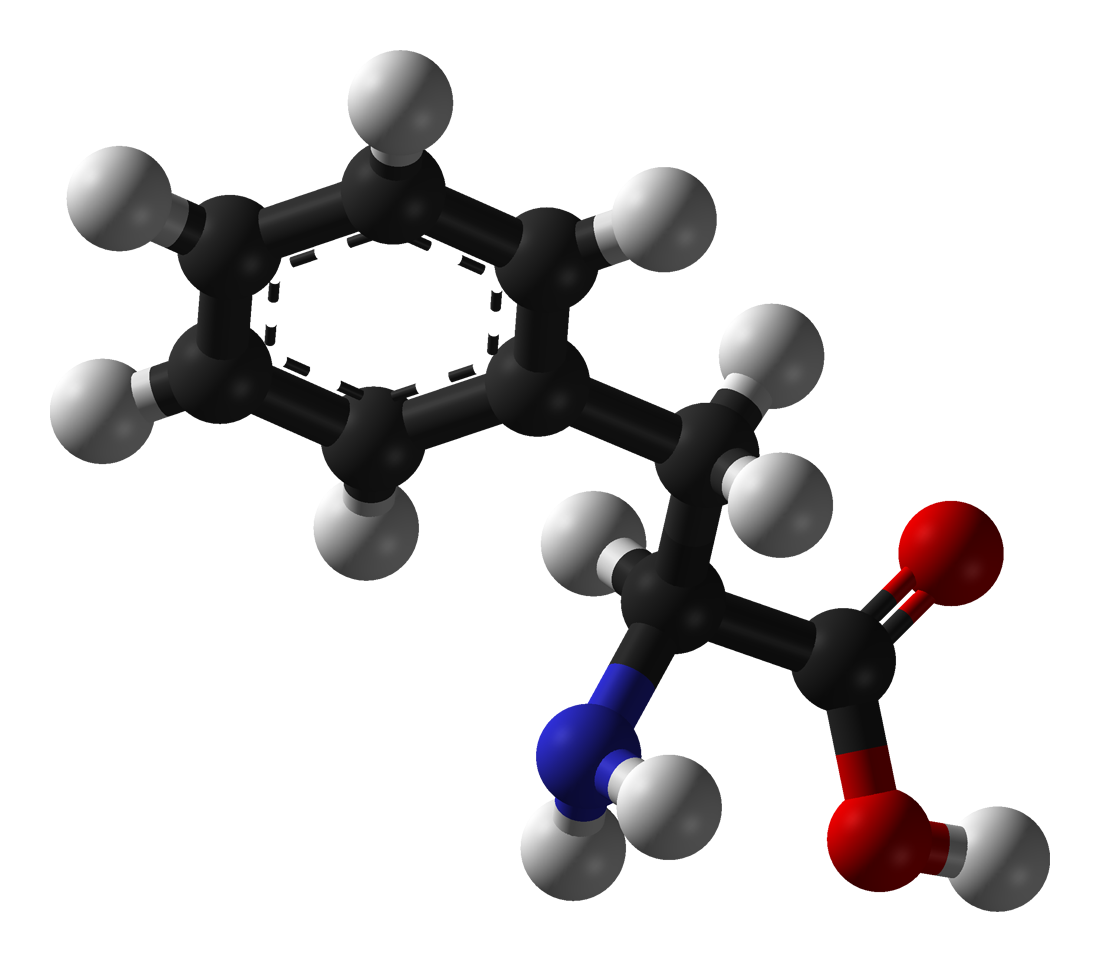
Fenilalanina

- Acidemias orgânicas
- Hipervalinemia
- Aminoacidúria generalizada (Síndrome de Lowe)
- Fenilcetonúria
- Tirosinemia
- Leucinose
- Homocistinúria
- Hiperlisinemia
- Hiperprolinemia
- Hiperamonemia
- Hiperuricemia (Síndrome de Lesch-Nyhan)
- Transporte de aminoácidos (triptófanos e histidina) Doença de Hartnup

## Carboidratos

Ciclização da glicose

- Mucopolissacaridose
- Mucopolissacaridose tipo III B
- Mucopolisacarídeos
- Galactosemia
- Glicogenose
- Síndrome de Hunter
- Síndrome de Sanfilippo
- Síndrome de Hurler
- Síndrome de Morquio
- Síndrome de Maroteaux-Lamy

## Lipídeos
- Adrenoleucodistrofia
- Doença de Batten
- Doença de Canavan
- Doença de Fabry
- Doença de Gaucher
- Doença de Niemann-Pick
- Doença de Tay-Sachs
- Leucodistrofia metacromática

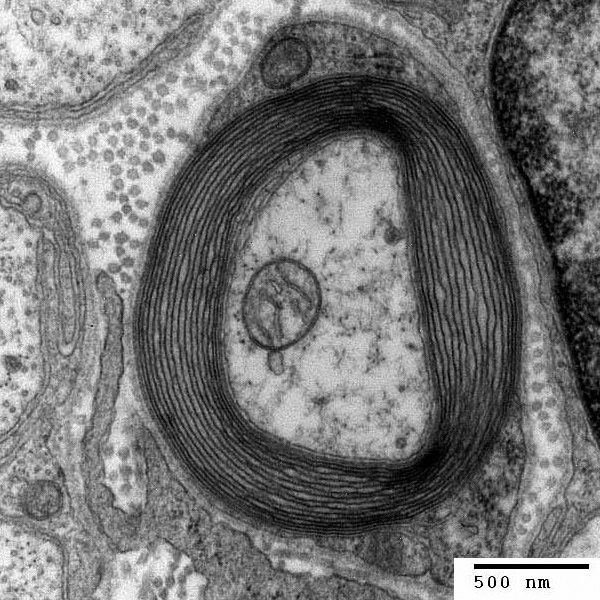
Micrografia eletrônica / corte transversal de um axônio mielinizado.

- Leucodistrofia de células globosas (Doença de Krabbe)
- Xantomatose cerebrotendinosa
- Degeneração esponjosa do SN (D. de van Boegaert-Bertrand; Canavan)

### Síndromes com retardo mental associado à obesidade
- Síndrome de Bardet-Biedl
- Síndrome de Prader-Willi

Ver também
- Doença desmielinizante
- Esfingolipídio
- Gangliosídio
- Cerebrosídeos

## Facomatoses (Displasias ectodérmicas)
- Esclerose tuberosa (Doença de Bourneville)
- Neurofibromatose (Doença de Von Recklinghausen)
- Síndrome de Sturge-Weber
- Síndrome de Von Hippel-Lindau